# The Chordettes
The Chordettes was een Amerikaanse a capella-meidengroep, die bekendheid genoten in de jaren 1950 en 1960.

## Oprichting en mutaties
Het zangkwartet The Chordettes werd opgericht in 1946 in Sheboygan (Wisconsin). De oorspronkelijke leden waren Janet Ertel-Buschmann (alt, 1913-1988), Alice Mae Buschman Spielvogel (mezzosopraan, 1925-1981), Dorothy Schwarz-Hummitzsch (leadzangeres, 1927-2016) en Jinny Osborn, (sopraan, 1927-2003). Alice Mae Buschmann Spielvogel werd in 1947 vervangen door Carol Buschmann-Hagedorn (mezzosopraan, 1927-2023).
In 1952 trouwde Dorothy Hummitzsch, werd zwanger en besloot om The Chordettes te verlaten. Ze werd vervangen door Lynn Evans. Na de ontbinding van The Chordettes werkte Lynn Mand-Evans van 1965 tot 1990 als lerares bij een school in Brentwood (New York). In 1953 werd de zwangere Osborn tijdelijk vervangen door Margie Needham. Aan het eind van 1953 trouwde Janet Ertel met Archie Bleyer. Hun gemeenschappelijke dochter Jaqueline trouwde met Phil Everly van The Everly Brothers.
Nancy Overton, geboren als Anne Nancy Swain, (Port Washington, 6 februari 1926 – Hackettstown, 8 april 2009) werd kort na de plaatopname van Lollipop (voorjaar 1958) lid van The Chordettes en belastte zich met de basstem. Voorheen zong ze bij de groep Heathertones en had ze samen met Benny Goodman en Tommy Dorsey plaatopnamen gemaakt. Sinds 1946 was ze getrouwd met de jazzpianist Hall Overton.
Jinny Osborn werd geboren in Seattle als Virginia Cole en was de dochter van O.H. 'King' Cole, de president van de Society for the Preservation and Encouragement of Barber Shop Quartet Singing in America en Katherine Flack.

## Carrière
In het begin zongen The Chordettes Amerikaanse folkmuziek in de stijl van The Weavers, daarna gingen ze echter over naar de barbershopstijl. Deze verandering werd deels door Osborns vader aangewakkerd. Na enkele optredens in Sheboygan wonnen The Chordettes in 1949 een talentenjacht in het radioprogramma Talent Scouts van Arthur Godfrey. Ze waren daar regelmatig te gast, traden van oktober 1952 tot februari 1953 in bijna alle uitzendingen van Godfreys tv-show Arthur Godfrey Time op, hadden herhaaldelijk optredens in de tv-show Arthur Godfrey and Friends en maakten een reeks opnamen bij Columbia Records.
Tussen 1950 en 1953 verschenen bij Columbia zes singles van The Chordettes en vier lp's met typische barbershopzang en bevatten veelal traditioneel songmateriaal. Ze hadden met singles, die ze samen met Godfrey opnamen, een serie hits in de jaren 1950 en 1951. In 1950 kwamen ze in de Amerikaanse hitlijst met het nummer Candy And Cake (17e plaats). In 1952 volgden I Like The Wide Open Spaces (13e plaats) en Dance Me Loose / Slow Poke (12e plaats).
In 1953 richtte Godfrey's muziekdirecteur en orkestleider Archie Bleyer het label Cadence Records op. Toen hij de ster van de Godfrey-shows, Julius La Rosa een contract aanbood bij zijn nieuwe firma, ontsloeg Godfrey La Rosa en Archie Bleyer publiekelijk aan het einde van de tv-uitzending van oktober 1953. Bleyer nam een deel van Godfrey's stamartiesten onder contract, waaronder The Chordettes. De eerste single-publicatie was in april 1954 met It's You, It's You I Love, de tiende door Cadence Records gepubliceerde single, echter zonder succes. In oktober 1954 verscheen hun volgende single Mr. Sandman. De song van Pat Ballard werd hun grootste hit, die in oktober 1954 de Amerikaanse hitlijst bestormde met een 1e plaats. Alle plaatopnamen van The Chordettes werden begeleid door het orkest van Archie Bleyer.
Na drie weinig succesvolle singles in 1955 coverden The Chordettes het door Aaron Collins, Maxwell Davis en Sam Ling gecomponeerde nummer Eddie My Love, dat als single door de zwarte meidengroep Teen Queens op de markt werd gebracht. Tegelijkertijd verscheen nog een coverversie van de blanke meidengroep The Fontane Sisters bij Dot Records, zodat op het eind van maart 1956 drie versies in de hitlijst stonden. In het verloop van 1956 kende de succesreeks een vervolg met Born To Be With You (5e plaats) en Lay Down Your Arms (16e plaats). Een verder succes was de single Just Between You And Me (1957).
In 1958 verscheen naast Mr. Sandman het bekendste nummer Lollipop, een compositie van Julius Dixon en Beverly 'Ruby' Ross, die voor het duo Ronald & Ruby geschreven was en waarmee het duo een middenmootplaats in de Hot 100 bereikten. De coverversie van The Chordettes was echter succesvoller (2e plaats). In hetzelfde jaar werd met Zorro (17e plaats) een verdere hit gelanceerd.
In 1959 hadden The Chordettes slechts twee kleine successen met No Other Arms, No Other Lips en A Girl's Work Is Never Done. Aan het begin van het jaar had Archie Bleyer met de sterren van zijn label, The Chordettes, The Everly Brothers en Andy Williams, een promotietournee door Europa gemaakt, om zijn sterren door zoveel mogelijk tv-optredens bekendheid te laten krijgen op het continent. Vooral voor de single A Girl's Work Is Never Done werd flink reclame gemaakt. Naast ep's met verschillende versies, die speciaal waren geperst voor diskjockeys, liet Bleyer een film draaien over het nummer, die aan de tv-maatschappijen gratis voor uitzending werd verstrekt en die hij binnen een week na publicatie van de single aan het publiek voorstelde in Chicago, New York, Londen en Hamburg. Bleyer beweerde tegenover Billboard dat van de single twee miljoen exemplaren zouden worden verkocht.
In 1960 verscheen slechts een single All My Sorrows, die de Hot 100 niet haalde. Volgens Bleyer was er geen geschikt songmateriaal. Pas in juni 1961 werd de volgende single gepubliceerd en tevens de laatste hit Never On Sunday voor The Chordettes, een coverversie van de titelsong voor de gelijknamige film met Melina Mercouri in de hoofdrol. Een laatste keer lukte het de groep om een hit te scoren (13e plaats), waarna deze werd ontbonden. Na de ontbinding waren tot 1963 nog vier singles verschenen, die echter de hitlijst niet haalden.
Muziekhistorisch gezien staan The Chordettes tussen de traditionele, popmuzikalisch georiënteerde groepzang en de zang van nieuwe meidengroepen, die zich oriënteerden aan rock en teenagers benaderden. Als idolen voor teenagers van de late jaren 1950 waren The Chordettes niet geschikt: ze waren te oud, getrouwd, hadden deels reeds kinderen en traden op in avondjurken. Niettemin presenteerden ze typische teenagersongs zoals Eddie My Love, Charlie Brown, Lollipop en andere. 

## De nieuwe Chordettes
Nadat Lynn Evans in 1990 was uitgetreden uit de schooldienst, formeerde ze met Nancy Overton en twee andere zangeressen opnieuw The Chordettes. Haar debuut vierde de groep in de Radio City Music Hall in het kader van een nostalgieshow. Van 1991 tot 1995 maakte de groep samen met Eddy Arnold meerdere tournees door de Verenigde Staten. Lynn Evans overleed op 6 februari 2020 op 95-jarige leeftijd in Elyria.

## Onderscheidingen
The Chordettes werden in 2001 opgenomen in de Vocal Group Hall of Fame.

## Discografie

### Singles
Selectiemaatstaf: Alle tussen 1954 en de ontbinding van de groep in 1961 in de USA verschenen singles.
Alle singles zijn onder het label Cadence verschenen.
- 1954: It's You, It's You I Love / True Love Goes on and On
- 1954: Mr. Sandman / I Don't Wanna See You Cry
- 1955: Lonely Lips / The Dudelsack Song
- 1955: I Told a Lie / Hummingbird
- 1955:The Wedding / I Don't Know, I Don't Care
- 1956: Eddie My Love / Whispering Willie
- 1956: Born to Be with You / Love Never Changes
- 1956: Lay Down Your Arms / Teenage Goodnight
- 1957: Come Home to My Arms / Walking the Poodie
- 1957: Echo of Love / Like a Baby
- 1957: Just Between You and Me / Soft Sands
- 1957: Photographs / Baby of Mine
- 1958: Lollipop / Baby Come-A Back-A
- 1958: Zorro / Love Is a Two-Way Street
- 1959: No Other Arms, No Other Lips / We Should Be Together
- 1959: A Girl's Work Is Never Done / No Wheels
- 1960: All My Sorrows / A Broken Vow
- 1961: Never on Sunday / Faraway Star

### Lp's
Selectiemaatstaf: Er worden alleen de onder het label Cadence tot 1962 verschenen lp's vermeld. Het songmateriaal van de Chordettes is in steeds wisselende bezetting op talrijke samplers gepubliceerd worden.
- 1955: Close Harmony
- 1957: The Chordettes („They're Riding High,“ Says Archie)
- 1962: Never on Sunday